# Volgo-Kaspiski
Volgo-Kaspiski (ruso: Во́лго-Каспи́йский) es un asentamiento de tipo urbano de Rusia, ubicado en el raión de Kamyziak de la óblast de Astracán.
En 2021, el asentamiento tenía una población de 2757 habitantes.
Se ubica unos 10 km al sur de la capital regional Astracán, junto a la bifurcación del Volga con su río efluente Bajtemir, y a la bifurcación de este último con su efluente Chilimnaya.

## Historia
Tiene su origen en unos pequeños talleres de reparación de barcos creados por la Unión Soviética en la década de 1930. Por su ubicación junto a los pueblos de Nikólskoye-Komarovka, el pequeño asentamiento de casas construidas junto a los talleres recibió el topónimo provisional de "Nikolo-Komarovka". En las décadas posteriores se desarrolló un astillero de ochocientos trabajadores, denominado "Volgo-Kaspiski", que dio su actual topónimo al pueblo en 1965, y que sigue siendo actualmente la base de la economía local. Adoptó estatus de asentamiento de tipo urbano en 1966.